# Kalevan Pallo
Kalevan Pallo (KalPa) är en ishockeyklubb från Kuopio i Norra Savolax, Finland. Klubben har sin bakgrund i Sortavalan Palloseura 1929 i Sordavala i finska Karelen. Vid krigsslutet 1945 flyttades klubben till Savolax och fick det nuvarande namnet. Vid bildandet i Karelen och åren efter det var fotboll, boboll och bandy de sporter man verkade inom. 1947 spelades den första ishockeymatchen i Kuopio på en lokal skolrink.
Under 1950-talet slutade lokalkonkurrenten Kuopion Palloseura (KuPS) med ishockey vilket gav KalPa möjlighet att specialisera sig inom ishockey. Man fick ta över KuPS licens för division II-spel och året därpå kvalificerade man sig för Finlands högsta liga. Redan första säsongen i högsta ligan var man nära att ta hem en bronsmedalj, medan andra säsongen blev ett fiasko och man flyttades ner en division igen. Även under 1960-talet spelade man en säsong i högsta serien, men även ett par säsonger i lägre serier. Under 1970-talet spelade man framförallt i tredjedivisionen. Under denna tid fick man först en konstfrusen rink (1974) och senare en ishall (1979). Under 1982 avancerade man till andraligan för att efter fyra försök återigen nå FM-ligan och nådde playoff igen 1989. 1991 gick man till final i FM-ligans slutspel där man förlorade mot HIFK, men tog sitt första silver och sin första FM-ligamedalj.
Under 1999 gick föreningen i konkurs och fick börja om i tredjeligan. Efter två år kunde man ta sig tillbaka till andraligan Mestis där man spelade 2001–2005 där man vann brons och två guld innan man fick en plats i FM-ligan igen. 2008–2009 gjordes den största satsningen hittills i klubbens historia och flera erfarna spelare skrev kontrakt med KalPa. Säsongen blev en succé och klubben tog en bronsmedalj.

## Pensionerade nummer
- 01 - Pasi Kuivalainen
- 27 - Jouni Rinne
- 24 - Sami Kapanen
- 44 - Kimmo Timonen[2]